# Penjalang
Penjalang is een bestuurslaag in het regentschap Pagar Alam van de provincie Zuid-Sumatra, Indonesië. Penjalang telt 2471 inwoners (volkstelling 2010).